# Cuitlauzina egertonii
Cuitlauzina egertonii är en orkidéart som först beskrevs av John Lindley, och fick sitt nu gällande namn av Robert Louis Dressler och Norris Hagan Williams. Cuitlauzina egertonii ingår i släktet Cuitlauzina, och familjen orkidéer. Inga underarter finns listade i Catalogue of Life.